# Premio Mario Rigoni Stern
Der Premio Mario Rigoni Stern per la letteratura multilingua delle Alpi, kurz als Premio Mario Rigoni Stern bekannt, ist ein seit 2011 jährlich verliehener italienischer Literaturpreis. Er ist nach dem 2008 verstorbenen italienischen Schriftsteller Mario Rigoni Stern benannt.
Der Preis wird vom Verein „Ars Venandi“ in Asiago zusammen mit der Autonomen Provinz Trient, der Region Venetien sowie den Gemeinden Asiago und Riva del Garda verliehen. Prämiert werden literarische Erzählungen und Werke der Sachliteratur zu Themen der traditionellen alpinen Kultur- und Sozialgeschichte. 
Der Preis ist für Autoren aller im Alpenraum vertretenen Sprachen offen. Verbunden ist er mit einem Preisgeld von 5.000 Euro.

## Preisträger
| Jahr | Verfasser                           | Titel                                                                           | Sprache     |
| ---- | ----------------------------------- | ------------------------------------------------------------------------------- | ----------- |
| 2011 | Alexis Bétemps                      | La vita negli alpeggi valdostani nella prima metà del Novecento                 | Französisch |
| 2012 | Alojz Rebula                        | Notturno sull’Isonzo                                                            | Slowenisch  |
| 2013 | Dionigi Albera                      | Au fil des générations                                                          | Französisch |
| 2014 | Mauro Corona                        | La voce degli uomini freddi                                                     | Italienisch |
| 2015 | Antonio De Rossi                    | La Costruzione delle Alpi, immagini e scenari del pittoresco alpino (1773–1914) | Italienisch |
| 2016 | Antonio Ballerini                   | Cristalli di memoria                                                            | Italienisch |
| 2017 | Diego Leoni                         | La guerra verticale                                                             | Italienisch |
| 2017 | Matteo Melchiorre                   | La via di Schenèr                                                               | Italienisch |
| 2018 | Marco Paolini und Gianfranco Bettin | Le avventure di Numero Primo                                                    | Italienisch |
| 2019 | Marco Balzano                       | Resto qui                                                                       | Italienisch |
| 2020 | Silvia Giorcelli Bersani            | L’impero in quota. I romani e gli Alpi                                          | Italienisch |